# 7 речей, яких ви не знаєте про чоловіків
7 речей, яких ви не знаєте про чоловіків (пол. 7 rzeczy, których nie wiecie o facetach) — польська комедія виготовлена на замовлення у 2016 році режисера Кінги Левінська. У головних ролях: Павел Домаґала, Пйотр Ґловацький, Збігнев Замаховський, Миколай Рознерський, Мацей Закошчєльний і Лешек Ліхота. Фільм рекламувала пісня «7 речей» у виконанні Libera і Матеуша Жувкі.

## Сюжет
Сучасні польські чоловіки — композитор Кордіан, шоумен Рікі, менеджер з реклами Томаш, польський «Пітер Пен» — Філіп, інспектор санепідемстанції Ярек і ветеран війни Стефан. Всі вони хочуть змінити своє життя і стати нарешті щасливими.

## Акторський склад
- Павел Домаґала (Paweł Domagała) — Філіп
- Пйотр Ґловацький (Piotr Głowacki) — Ярослав
- Збігнев Замаховський (Zbigniew Zamachowski) — Рікі
- Мацей Закошчельний (Maciej Zakościelny) — Кордіан
- Міколай Рознерський (Mikołaj Roznerski) — Томаш
- Лешек Ліхота (Leszek Lichota) — Стефан
- Маріан Опаня (Marian Opania) — батько Стефана
- Александра Хамкало (Aleksandra Hamkało) — Зошя
- Аліця Бахледа-Цуруш (Alicja Bachleda-Curuś) — Башя
- Домініка Клузьняк (Dominika Kluźniak) — Юля
- Йоанна Опозда (Joanna Opozda) — Моніка
- Фелікс Матецький (Feliks Matecki) — Олєк
- Роксана Тшаско (Roksana Trzasko) — Наталя